# جنگل‌های سکوت
جنگل‌های سکوت (به انگلیسی: The Forests of Silence) جلد اول مجموعه ی هشت جلدی « در جستجوی دلتورا»، اثر امیلی رودا(جنیفر روو) نویسنده استرالیایی است.